# Soutien sans participation
 (avril 2024).
Si vous disposez d'ouvrages ou d'articles de référence ou si vous connaissez des sites web de qualité traitant du thème abordé ici, merci de compléter l'article en donnant les références utiles à sa vérifiabilité et en les liant à la section « Notes et références ».
Le soutien sans participation est une pratique politique par laquelle, dans un régime parlementaire, un parti politique représenté au Parlement accorde la confiance au gouvernement sans en faire partie. Il peut permettre à un gouvernement minoritaire de se constituer et de se maintenir au pouvoir. 
Le soutien sans participation résulte du choix d'un parti politique représenté au Parlement de soutenir la formation d'un gouvernement dirigé par un autre parti ou une coalition dont il n'est pas membre, sans désigner de représentants au gouvernement. Le parti politique accorde la confiance au gouvernement en votant pour le vote d'investiture et le vote de confiance, et en s'abstenant de voter une motion de censure. Il peut également soutenir la politique du gouvernement en votant les projets de loi que celui-ci dépose au Parlement. En revanche, contrairement au gouvernement de coalition, il ne désigne pas de ministres et ne gouverne pas lui-même.
Le soutien sans participation peut permettre à un gouvernement minoritaire d'être constitué et de se maintenir au pouvoir, lorsque l'addition des partis du gouvernement et des partis qui le soutiennent représente une majorité au Parlement.
Le soutien sans participation peut être formalisé par un programme de gouvernement commun entre le gouvernement et les partis qui le soutiennent. Dans les pays utilisant le système de Westminster, l'alliance prend la forme d'un accord sur la confiance et le vote du budget (en anglais confidence and supply agreement), par lequel le parti qui soutient le gouvernement s'engage à accorder la confiance au gouvernement et à voter la loi de finances qu'il propose.

## Dans l'histoire de laIIIeRépublique française
En août 1925, le congrès de la SFIO vote la motion présentée par Léon Blum qui refuse la participation au Cartel des gauches

et confirme cette position en janvier 1930 en refusant l'invitation d'Édouard Daladier de participer au gouvernement, mais en soutenant un gouvernement bourgeois de gauche lorsqu'il pratique une politique de gauche.